# Jimmy Pop
Jimmy Pop, född James Moyer Franks 27 augusti 1972 i Trappe, Pennsylvania, tidigare känd som Jimmy Pop Ali, är en amerikansk sångare och låtskrivare, och medlem i bandet Bloodhound Gang.
Jimmy Pop är mest känd för sina texter där han skriver om våld, sex och droger. Har även dykt upp i vissa avsnitt i TV-serien Viva La Bam, bland annat i en skrotjakt, invigningen av State of Bam och hånglat upp Don Vito på scen. Han är även med i ett annat band kallat The DiCamillo Sisters som förutom Jimmy Pop består av Brandon DiCamillo och Bam Margera. De har hittills gjort en julsång som heter "But Why's It So Cold?".

## Filmografi (urval)
- 1997 – The Howard Stern Show
- 2003 – One Fierce Beer Run
- 2005 – MTV Cribs
- 2006 – Bam's Unholy Union
- 2008 – Minghags: The Movie
- 2008 – Bam Margera Presents: Where the ♯$&% Is Santa?

## Diskografi

### Med Bloodhound Gang
Studioalbum
- Use Your Fingers (1995)
- One Fierce Beer Coaster (1996)
- Hooray for Boobies (2000)
- Hefty Fine (2005)
- Hard-Off (2015)